# شهرستان نینگ
شهرستان نینگ (به لاتین: Ning County) یک منطقهٔ مسکونی در چین است که در کینگیانگ واقع شده‌است.